# Zam (Hunedoara)
Pour les articles homonymes, voir Zam.
Zam (en hongrois : Zám, en allemand : Sameschdorf) est une commune du Județ de Hunedoara en Transylvanie, (Roumanie).